# Columnella accincta
Columnella accincta är en mossdjursart som beskrevs av Hayward 1981. Columnella accincta ingår i släktet Columnella och familjen Farciminariidae. Inga underarter finns listade i Catalogue of Life.